# Ptychoptera annandalei
Ptychoptera annandalei är en tvåvingeart som beskrevs av Enrico Adelelmo Brunetti 1918. Ptychoptera annandalei ingår i släktet Ptychoptera och familjen glansmyggor.
Artens utbredningsområde är Myanmar. Inga underarter finns listade i Catalogue of Life.